# Fokker D.VII
Fokker D.VII — одномісний легкий винищувач.
Розроблений фірмою Fokker, конструктор — Рейнхольд Плац. Перший політ відбувся в 1918 році. До 11 листопада 1918 року на заводі у Шверіні було побудовано понад 700 літаків D.VII, а на двох заводах фірми «Альбатрос» випустили близько 2600 машин. Літак вважається найкращим німецьким винищувачем Першої світової війни. В другий половині 1918 року літаки Fokker D VII склали 75 % парку німецьких винищувальних ескадрилій.
Цей винищувач був настільки ефективний, що в умовах Першого Комп'єнского перемир'я 1918 року спеціально був внесений пункт, що зобов'язує знищити всі літаки Fokker D.VII. Попри це, машина стояла на озброєнні низки країн в післявоєнний період — Антонові Фоккеру вдалося негласно зберегти багато літаків, а потім таємно переправити їх потягами в нейтральні Нідерланди, де вони були оновлені та продані війсково-повітряним силам інших країн.
Під час визвольних змагань перебував на озброєнні ВПС УНР.